# Good Times, Bad Times (Rolling Stones)
Good Times, Bad Times is een nummer dat in 1964 geschreven is door Mick Jagger en Keith Richards van de popgroep The Rolling Stones. The Rolling Stones brachten het nummer op 26 juni 1964 uit als B-kant van de single It's All Over Now. Deze plaat werd hun eerste nummer 1-hit in zowel het Verenigd Koninkrijk als Nederland.

## De opname
Het nummer is opgenomen op 25 februari 1964 in de Regent Sound Studios in Londen. Sommige bronnen zeggen dat een tweede versie is opgenomen op 10 of 11 juni 1964 in de Chess Studios in Chicago tijdens de eerste Amerikaanse tournee van de groep, tegelijk met de A-kant It's All Over Now. Good Times, Bad Times ontbreekt echter in de lijstjes met toen opgenomen nummers die zijn vrijgegeven. Bill Wyman maakt in zijn autobiografie ook geen melding van een tweede opname en er bestaan geen bootlegs van een nooit uitgebrachte versie van het nummer.
De bezetting was:
- Mick Jagger, zang
- Keith Richards, twaalfsnarige akoestische gitaar
- Brian Jones, mondharmonica
- Bill Wyman, basgitaar
- Charlie Watts, drums

Het nummer is een rustige, wat weemoedige blues met een prominente rol voor de mondharmonica van Brian Jones. Mick Jagger mijmert over het verlies van zijn vriendin en hoe dat zijn wereldbeeld heeft beïnvloed.

## Op albums
Het nummer staat ook op 12 x 5, het tweede Amerikaanse album van de groep, en de verzamelalbums Big Hits (High Tide and Green Grass) (de Amerikaanse versie), More Hot Rocks (Big Hits & Fazed Cookies) en Singles Collection: The London Years. Het staat ook op de cd-box Singles 1963-1965.

## Cover
Een coverversie staat op het album Stoned Again van de bluespianist Barry Goldberg uit 2002, dat geheel uit Stones-covers bestaat.
N.B. In 1969 bracht Led Zeppelin een single Good Times Bad Times (zonder komma in de titel) uit. Dit is een totaal ander nummer.